# Szúrat
Szúrat (gudzsaráti nyelven: સુરત) város India területén, Gudzsarát szövetségi államban. A város lakosainak száma 4,46 millió fő volt 2011-ben.
Iparváros, kikötő. Textilipar, szőnyeggyártás, arany- és ezüst szálak gyártása kiemelhető és egyben kulturális központ (egyetem, színházak, múzeum, galéria). 2005-ös adat szerint a világ nyers gyémántjainak 92%-át itt csiszolják.
A 16-19. század között virágzó kikötőváros volt, majd 1837 után - amikor árvíz és tűzvész pusztította - jelentősége csökkenni kezdett. A kereskedők nagy része Mumbaiba költözött át, amely fokozatosan a nyugati part legfontosabb kikötőjévé vált. Szúrat mint kikötő már nem annyira jelentős, de fontos ipari központ.

## Fordítás
Ez a szócikk részben vagy egészben  a   Surat című angol Wikipédia-szócikk fordításán alapul.  Az eredeti cikk szerkesztőit annak laptörténete sorolja fel. Ez a jelzés csupán a megfogalmazás eredetét és a szerzői jogokat jelzi, nem szolgál a cikkben szereplő információk forrásmegjelöléseként.